# 秦瑞穂
秦 瑞穂（はた みずほ、1989年〈平成元年〉11月17日 - ）は、日本の女優、タレント、グラビアアイドル。本名同じ。
長野県長野市出身。ハニービート所属。スカイコーポレーションと業務提携。

## 略歴
2005年8月、イエローキャブ新人オーディションでグランプリ受賞をきっかけに秦みずほとしてデビュー。15歳の時であった。翌2006年には第2回ミス週プレ・フォトジェニック賞を受賞。
2012年1月31日をもってイエローキャブを離れ、同年2月に本名表記に戻した。
2013年春よりエヴォルト（2019年7月よりラトナに社名変更）に所属。
2016年11月、2017 ミス・ユニバース・ジャパン長野大会に出場し準グランプリを獲得した。
2018年3月2日、秦瑞穂オフィシャルサイトが開設された。
2019年11月16日、2018年1月以来となる20代最後のグラビアDVD「29の約束」のリリースイベントを20代最後の日に開催した。
2019年11月17日、自身3回目となる誕生日イベントを30歳となる誕生日当日に開催した。
2021年6月25日、30代として3本目、自身22本目のグラビアDVDを発売した。
2021年8月1日、オフィシャルファンコミュニティ「HATAHOLiC」を開設。
2021年8月8日、Instagramフォロワー数が10万人突破。
2021年9月10-20日、自身初の写真展「秦瑞穂×福島裕二 写真展－素－」を開催。
2023年7月1日、自身が主宰する演劇バラエティユニット「ちょっとバミってもらえますか（略称：ちょいバミ）」のYouTubeチャンネルを開設した。
2024年6月10日、麻木玲那との期間限定（4ヶ月間（後に5ヶ月となる））ユニット「からげんき」でライブデビューすることを発表。
同年7月7日にGOTANDA G7において初ライブを開催した。
2024年11月17日、2019年以来5年ぶりに誕生日当日に誕生日イベントを開催（2021年から2023年も当日ではないもののイベント自体は開催）。
2024年12月14日、GOTANDA G3でのワンマンライブ（ラストワンマン）で「からげんき」を卒業した。2025年にはオリジナル曲の配信が始まる予定。

## 人物
- 姉が2人いる[8]。
- 17歳で上京した時に初めて東京で行った場所は雷門。
- 2016年2月、温泉ソムリエの資格を取得した[9]。
- カードゲーム、ボードゲームを含むゲーム全般を愛好。
- チャームポイントは、背中のエクボ、柔らかい腰、目。
- 特技は書道[10]（六段）。セルフポートレート。パソコン。
- 一番好きな食べ物（料理）は、とん汁[11]。他に和食・定食、肉全般、特に牛タン。
- タレント業、女優業、グラビアの他、趣味のゲームやネット配信、LINEスタンプ作成（みーむ。）、舞台制作など広範囲に活躍。
- 2020年。入浴検定、銭湯検定を取得。
- スーパー戦隊シリーズに5作品ゲスト出演している。すべて監督は竹本昇で竹本自身も秦のファンであることを公言している。
- 演劇バラエティユニット「ちょっとバミってもらえますか」は、2021年6月からの本公演の開催回数が43回（2024年12月末現在）を超え、徐々に客演ゲストを増やすなど活動に力をいれている。

## 出演

### ラジオ
現行
- 秦瑞穂の「今日から友達って事でいいですか？」（レインボータウンFM） 毎月第1火曜日20時 - 21時 公開生放送（2023年7月4日放送開始）
  - レインボータウンFMの木場スタジオは、オープンスタジオの造りになっておりスタジオ外からガラス越しに放送を観覧出来る。また、番組終了後に出演者がスタジオ外に出て観覧客へ簡単な挨拶が行われる。チェキ撮影会が行われることも多い。
  - 放送開始から2024年11月の放送は豊洲スタジオから放送されており、上記の限りではなかった。

過去
- 秦みずほのラジカントロプス2.0（ラジオ日本 1422 kHz 2007年8月17日、2007年8月24日）
  - ラジオ日本公式ホームページ で期間限定配信。放送に入らない部分も配信している。ポッドキャストにおいても同時配信。
- まだまだゴチャ・まぜっ!〜集まれヤンヤン〜（毎日放送、2009年4月11日- 2011年4月9日）
  - 秦はヤンヤンガールズ第一期生で唯一の平成生まれであった[12]。
  - 2022年現在、毎日放送には秦と同姓同名の女性報道記者が在籍している。
- ことりとはたのらじお （レインボータウンFM、2014年11月4日〜2016年3月1日）※毎月第1火曜日20時 公開生放送
- 激刊!ふじ（渋谷クロスFM、2019年10月15日・2022年3月15日、ゲスト出演）
- 中澤佳子のうっぴぃステーション（信越放送、2021年9月12日、9月19日、ハイブリッドフィーメルのコーナーにゲスト出演）
- (｡╹ω╹｡)なんじゃ（レインボータウンFM） 毎月第3土曜日14時 - 15時 公開生放送（2023年6月17日で終了）
- 新・ガールズトーク〜MC × 2 のやりたいこと（レインボータウンFM） 毎月第1火曜日20時 - 21時 公開生放送（2023年6月6日で終了）

### テレビ 情報・バラエティ番組
現行
- 秘湯ロマン[13]（テレビ朝日、2015年4月29日（神奈川県：塔之沢温泉「塔ノ沢 一の湯本館」/芦之湯温泉「鶴鳴館 松坂屋本店」）・6月24日#365（山形県：滑川温泉「福島屋」/姥湯温泉「桝形屋」）・11月11日（長野県：加賀井温泉「一陽館」/湯田中温泉「よろづや」地獄谷温泉）・11月25日（長野県：別所温泉「旅館 花屋」/五色温泉「五色の湯旅館」）、2016年1月13日（山形県：蔵王温泉｢深山荘 高見屋｣/赤湯温泉「いきかえりの宿 瀧波｣）・1月27日（山形県：湯田川温泉｢湯どの庵｣/天童温泉｢湯の香松の湯｣）・5月29日#383（静岡県：冷川温泉「ごぜんの湯」/吉奈温泉「東府やResort＆Spa-Izu」）・6月26日（静岡県：観音温泉「観音温泉」/大滝温泉「地魚の宿 運龍」）・10月2日#387（富山県：黒薙温泉「黒薙温泉旅館」/祖母谷温泉「名剣温泉」）・10月9日#388（石川県：白山里温泉/岩間温泉「山崎旅館」/中宮温泉「にしやま旅館」）・12月4日#391（和歌山県：南紀勝浦温泉「ホテル 中の島」）・12月26日#392（和歌山県：高野山温泉「福智院」/龍神温泉「下御殿」）・2017年8月27日#403（山梨県：石和温泉「銘石の宿 かげつ」/桃の木温泉「山和荘」）・9月10日#404（山梨県：神の湯温泉「ホテル神の湯温泉」/増富ラジウム温泉「不老閣」）・11月19日#409（岐阜県：新穂高温泉「宝山荘別館」/福地温泉「元湯 孫九郎」）・12月3日（岐阜県：下島温泉「仙游館」/新平湯温泉「郷夢の宿 山ぼうし」）・2018年2月25日（福島県：岳温泉「ながめの館 光雲閣」/土湯温泉「山水荘」）・3月18日#414（福島県：甲子温泉「旅館 大黒屋」/熱塩温泉「山形屋」）・7月22日（兵庫県：有馬温泉「ホテル 花小宿」）・9月16日（兵庫県：城崎温泉「小宿 縁」/「三木屋」）・9月30日#422（岩手県：藤七温泉「彩雲荘」/秋田県：「後生掛温泉」）・10月14日#423（岩手県：山の神温泉「優香苑」/松川温泉「松楓荘」）・2019年6月2日（静岡県：堂ヶ島温泉「海辺のかくれ湯 清流」/沢田公園露天風呂/下賀茂温泉「石花海 別邸 かぎや」「民宿 福屋」）・6月16日（静岡県：戸田温泉「海のほてる いさば」/桜田温泉「山芳園」/大澤温泉「野天風呂 山の家」）・11月24日#442（福島県：二岐温泉「大丸あすなろ荘」/奥土湯「川上温泉」/土湯温泉「源泉湯庵　森山」/野地温泉「野地温泉ホテル」）・12月22日#443（福島県：会津東山温泉「向瀧」/会津東山温泉「御宿 東鳳」/会津芦ノ牧温泉「大川荘」） 2020年7月5日#452（山梨県：船山温泉 /芦安温泉「岩園館」）・7月19日#453（山梨県：下部温泉「古湯坊 源泉舘」/西山温泉「慶雲館」）・11月15日#458（神奈川県：鶴巻温泉「元湯陣屋」/塔之沢温泉「元湯 環翠楼」・12月13日#459（神奈川県：塔之沢温泉「福住楼」）・2021年4月11日（山梨県：増富温泉「津金楼」/湯沢温泉「不二ホテル」）・5月9日（埼玉県：都幾川温泉「とき川」・柴原温泉「手打ちそばの宿 柳屋」）・7月18日（栃木県：大丸温泉「大丸温泉旅館」）・7月25日（栃木県：那須温泉「山水閣」・古町温泉「やまなみ荘」）・2022年1月9日（山梨県：下部温泉「下部ホテル」・秘境冒険民宿「山人砦」）・2月13日（神奈川県：底倉温泉「箱根つたや旅館」・強羅温泉「箱根太陽山荘」・5月20日（栃木県：那須温泉「鹿の湯」/「松川屋 那須高原ホテル」/黒磯温泉「かんすい苑 覚楽」・6月3日（栃木県：奥塩原新湯温泉「奥塩原高原ホテル」/那須温泉「星のあかり」/塩原温泉 立ち寄り足湯「湯っ歩の里」・8月19日（神奈川県：木賀温泉「アサンテ・イン」/小涌谷温泉「箱根小涌園 三河屋旅館」/強羅温泉「瑞の香り」/蛸川温泉「龍宮殿」本館・別館）・9月23日（神奈川県：湯本温泉「結いの宿 彌榮館」/塔之沢温泉「鶴井の宿 紫雲荘」/大平台温泉「姫之湯」/大平台温泉「箱根上の湯」・2023年2月17日（長野県：御嶽明神温泉「やまゆり荘」/釜沼温泉「大喜泉」/富貴畑高原温泉「ホテル富貴の森」）・3月3日（長野県：木曽御嶽温泉「つたや季の宿 風里」/木曽駒天神温泉「国民宿舎 清雲荘」/白骨温泉「泡の湯」）・4月21日（長野県：野沢温泉「麻釜の湯」/「旅館さかや」（さかや-はなれ-寿命延）/「大湯」/「河一屋旅館」）・5月5日（長野県：湯田中温泉「よろづや」/「大湯」/渋温泉「渋大湯」/上林温泉「上林ホテル 仙壽閣」・12月1日（栃木県：奥那須温泉「大丸温泉旅館」/湯野上温泉 ぬくもりのいろり宿「いなりや」「藤龍館」）・12月15日（福島県：会津東山温泉「庄助の宿 瀧の湯」/二岐温泉「湯小屋旅館」「柏屋旅館」）・2024年3月29日（福島県：岳温泉「奥岳の湯」「花かんざし」/宮城県：鬼首温泉「ホテルオニコウベ」/温湯温泉「佐藤旅館」）・4月6日（山形県、赤倉温泉「わらべ唄の宿 湯の原」羽根沢温泉「加登屋旅館」かみのやま温泉「はたごの心 橋本屋」）・6月21日（群馬県、上牧温泉「辰巳館」・尾瀬鎌田温泉「妙宝乃湯ちぎら」・尾瀬かまた宿温泉「梅田屋旅館」）・7月5日（群馬県、老神温泉「吟松亭あわしま」・湯宿温泉「湯治の宿 湯本館」・「ゆじゅく金田屋」・「太陽館」））- 旅人
- 激！今夜もドル箱 （テレビ東京、2017年8月1日・9月26日・12月26日・2018年4月17日・8月7日・2019年1月15日・8月20日・2020年7月28日・2021年4月6日） - ゲスト
- ＳHOW激！今夜もドル箱 （テレビ東京、2022年4月19日・9月13日・2023年8月29日・2024年1月23日） - ゲスト
- どっぷりアプリ（BS11、2018年7月19日・7月26日） - ピックアップアプリのコーナーに出演
- 信州をカーナビ UぐるっTV（abn長野朝日放送、2018年9月29日・2019年3月30日・6月29日・8月31日・9月28日・2020年1月25日・2月29日・3月28日・7月25日・8月29日・11月28日・2021年3月27日・8月1日・11月27日・2022年1月29日・2月26日・9月24日・2023年7月29日・9月30日・2024年1月27日・4月27日・5月25日）- ゲストリポーター
- 彼女とデートなう（テレビ大阪、2021年8月22日） - case42 彼女

過去
- イエローキャブログ（つくばテレビ）
- 目利きSHOP! なぎら（スカパー!216ch・217ch/楽天ブロードバンド、2007年3月 - 4月）
- ほびーワールド計画（関西テレビ☆京都チャンネル、2007年10月 - ） #27〜
- BSブランチ（BS-i、2007年11月3日 - 2008年10月25日） - 第6期
- マグロ情熱紀行 海のダイヤに迫れ! （TBS、2008年6月8日）
- 加藤夏希・金子貴俊 BS4サテライトNAVI（BS日テレ、2009年4月 - 9月）
- グラビアの美少女（MONDO21）
- 人気芸人と豪華女優がショート再現コント連発！キレてもいいですか？ （日本テレビ、2010年1月16日）
  - 人を踏み台に自分アピール男 春日 設楽 再現コント に出演
- 家電's Walker（BS11、2013年7月25日 - 2015年9月10日） - 初登場は2013年3月23日

3度の不定期出演（3月30日、4月18日、4月25日）を経て、同年7月25日からレギュラーに至る。アシスタントの中森友香が産休中は5月（1日、8日、15日、22日、29日）と8月（7日、14日）で代理を務めた。
- パチFUN！ （テレビ埼玉、2015年4月29日 / チバテレビ、2015年6月3日）
- 全力坂 （テレビ朝日）
  - No.1799 前野町五丁目の坂 （2015年10月21日）
  - No.1802 若木三丁目の坂 （2015年10月28日）
  - No.1809 若木三丁目の坂 （2015年11月9日）
- あるある議事堂（テレビ朝日、2016年10月23日）

### テレビドラマ
- スーパー戦隊シリーズ（テレビ朝日）
  - 轟轟戦隊ボウケンジャー Task.38『虹の反物』（2006年11月19日） - 未夢 役
  - 侍戦隊シンケンジャー 第三十六幕『加哩侍(かれーさむらい)』（2009年11月1日） - レポーター 役
  - 特命戦隊ゴーバスターズ Mission43「決意のクリスマス」（2012年12月16日） - 河合ナミエ 役
  - 宇宙戦隊キュウレンジャー Space.25「惑星トキ! 少年の決意」（2017年8月13日） - 佐久間暁美 役
  - 爆上戦隊ブンブンジャー バクアゲ19「アマノガワと天の道」・バクアゲ31「華麗なる挑戦」（2024年7月7日・9月29日） - 会社員の女性 役[14][15]
- BOYSエステ（テレビ東京、2007年7月 - 9月） - 軽部ひな 役
- ケータイ捜査官7（テレビ東京、2008年5月-） - 榊睦月 役
- ファ見る!1周年記念 あゆみの事件簿（ファミリー劇場、2008年8月） - 巫女 役
- 7万人探偵ニトベ episode 6『人殺しはメイド姿で!?』（BS朝日、2009年5月28日） - メイド 役

### 映画
- 想い出の渚（2007年4月公開、監督：鈴木浩介） - 悠木紀子 役
- こわい童謡 表の章（2007年7月公開、監督：福谷修） - 小川奈々香 役
- Tokyo Real（2007年8月18日公開、監督：笠木望/湯本美谷子） - 本上アヤ 役（初主演）
- 制服サバイガール（2008年12月公開、監督：金子大志）
- 腐女子彼女。（2009年公開）
- 聖家族〜大和路（2010年5月8日公開、秋原正俊監督、カエルカフェ） - 清美 役
- ショートムービー「Bob and......」（監督：濱谷裕平、2013年） - メアリー役
- ショートムービー プラトニックな15分 （監督：戸田彬弘、2015年1月25日イベント上映及びDVD販売）
- AKB ShortShorts 9つの窓 （2016年2月6日公開、監督：廣瀬陽、『さおり』） - 舞 役
- 寄生侵略 PARASITE WAR（2018年1月20日公開、監督：鳥居康剛） - 桜田晶子 役

### オリジナルビデオ
- 特捜戦隊デカレンジャー 10 YEARS AFTER（2015年、東映） - ムギ・グラフトン 役[16]

### ネット配信番組（及びネット配信）
現行
- 17ライブ -　秦瑞穂hatamizuho　不定期（主におしゃべりと告知）
- Mirrativ 又は ツイキャス -　秦瑞穂（はたみずほ）　不定期（毎月４回程度。ゲーム配信「サマナーズウォー」）
- LINE LIVE -　秦瑞穂（はたみずほ）　不定期（ラジオ配信、主におしゃべりと告知）
- ニコニコ生放送 -　サマナーズウォー公式番組 不定期
- YouTube -　はたちゃんねる　不定期（ゲーム配信他）
- YouTube -　ウチ女子　週2回（水・土）更新（池山智瑛、山本愛莉と共演。現在休止中）
- ツイキャス -　はたほり通信（第二・第四金曜日20:00～）現在休止中
- YouTube -　RATNAGAMERS　不定期（様々なジャンルのゲーマー女子がゲームの楽しさを伝えるゲーム配信バラエティ）
- HIGH FIVE SALAD CHANNEL にゲスト出演「理想のお湯は鬼滅！？温泉ソムリエ 秦瑞穂の幸せとは？」
- ニコニコ生放送・Youtube - ボートレース平和島こんせいそんのスタジオ生放送!（平和島競艇場公式チャンネル、不定期出演）
- YouYube - 大原がおりの山姥チャンネル 「女優デビュー!?大原がおりの演技力はいかに?? VS 秦瑞穂💃！！」（2021年5月7日公開）・「【実録】グラドルにまつわるキワドイ裏話…❗️❗️大暴露しちゃいました😱」（同5月25日）・「巨乳美女参戦！！第２回グラドル縄跳び選手権👯‍♀️💓飛び出すか新記録!?」（同5月28日公開）・「【復活】帰ってきたローション綱引き!?ローションのヌルヌル度アップであわや大惨事!?」（同6月4日公開）・「【サウナ】秦瑞穂と「ととのうぅ♡」」（同8月17日公開）にゲスト出演
- ツイキャス -　夜蜜-ヨルのミツダン-第62夜 （2021年9月16日にゲスト出演）
- ツイキャス -　夜蜜-ヨルのミツダン- 秦瑞穂の夜蜜 第4木曜レギュラー出演（2022年1月27日より）
- ツイキャス -　夜蜜-ヨルのミツダン- 小池唯の夜蜜（第2夜：2022年2月3日にゲスト出演・第4夜：3月3日・第8夜：8月4日にアシスタント出演）
- YouTube - まつもとはたちゃんねる　週1回又は隔週（金）更新。（松本寛也と秦瑞穂のパチンコ好き二人が楽しくパチンコ、パチスロを実戦）

過去
- JAME TV（(社)日本音楽事業者協会、2006年 - ） - マスコットガール、MC
- ブックオフまんがチャンネル（ブックオフオンライン、2007年12月25日 - 2008年3月17日） - 司会
- Friday＠TV〜AKIBA NOW〜（http://www.odoroku.tv、2012年4月 - ）　一人MC
- ○○○○（まるまるまるまる）（あっ！とおどろく放送局、2012年4月 - 6月） - 星野夏海と二人MC
- ～秦瑞穂の◯◯◯◯～（@TV、2012年7月 - 9月） - 本山なみと二人MC
- まだ寝ないでショ！？（ニコニコ生放送、2013年10月12日初回放送 以後不定期に放送）
  - 2015年1月25日公開生放送以降の配信なし、実質的に最終回となる。
- 発進！機動戦士TKO〜フィーバー機動戦士Ｚガンダムリリース記念スペシャル〜（FRESH!、2018年1月7日） - ベルサール秋葉原より公開生放送
- FRESH!公開生放送番組「じーふーTIME  #1」（2018年2月7日） - 初回放送ゲスト出演
- それゆけ！コントローラー部隊 （FRESH!） 毎月第3火曜日 20時
- SHOWROOM 秦瑞穂るーむ 不定期
- Uplive 秦瑞穂Hata Mizuho 不定期

### ネット配信ドラマ
- キメクル 〜秦みずほ物語〜（HITACHI無料携帯マガジン、2006年11月 - 2007年3月）
- 恋色鉛筆 スパイスガール-秦みずほ（ドーガ堂、2007年3月19日配信）
- キメクル 〜秦みずほ物語2〜（HITACHI無料携帯マガジン、2007年5月17日 - 2007年8月）
- 恋のパラドラ 第7話『遠い空の向こう』（2008年1月29日配信 - 2008年3月31日）- 玲子 役
- ローンダイエット大作戦（東京スター銀行スペシャルサイト、2009年8月5日 - ）- 3名の主人公の1人サラ 役
- 秦瑞穂とランドクルーザー70で行く箱根温泉ドライブデート #1 - #4 （2014年12月 - 2015年1月）
- Webドラマ『恋する女子のエトセトラ』（2015年3月 - YouTubeにて公開中）

### その他映像・画像
- 制服Girls学園メンバー紹介★生徒会長 秦みずほ（Girls! Vol.20付録DVD 双葉社、2006年12月1日発売）
- 妄想ムービー 僕のおさなじみ（Girls! Vol.21付録DVD 双葉社、2007年3月15日発売）
- 日本ツインテール協会 - あの街ついんている(用賀)に出演
- 漫画パチンコ777 (竹書房) 付録DVD イチオシ！のんたくDVD実戦 (2016年5月号、6月号、7月号、8月号、9月号、10月号、12月号、2017年1月号、2月号、3月号、4月号、6月号、8月号、9月号、10月号、11月号、12月号、2018年1月号、2月号)
- パチンコ必勝本CLIMAX (綜合図書)
  - 2018年 5月号 - 付録DVDに出演
  - 2018年 7月号 - 付録DVDに出演
- MV「河弘哲 - だから、ずっと。2021 OFFICIAL VIDE」に出演（2021年3月11日 - YouTubeにて公開）
- 大館市移住交流課チャンネル『転生して大館移住したら○○だった件 ～ワーケーション観光篇～』に出演（2022年2月1日 - YouTubeにて公開）
- HiKOKI Channel『HiKOKI（ハイコーキ）コードレス刈払機 CG18DA』webCMに出演（2022年2月24日 - YouTubeにて公開）

### 舞台
- DREAM WEEK （2006年8月20日、SPACE107） - 松田晴美 役
- ケンコー全裸系水泳部 ウミショー（2007年8月2日 - 8日、全労済ホール スペース・ゼロ） - 魚々戸真綾 役
- 眠狂四郎無頼控 （2010年5月14日 - 2011年2月27日、日生劇場他、全国7都市） - 菊代 役
- ニコニコミュージカル第4弾「ココロ」（2011年4月29日 - 5月、シアター1010） - リン1号機 役
- 家族草子 vol.ZERO （2012年12月8日、天現寺スクエア）
  - 過去の公演「vol.ZERO」
- ざ☆よろきん 「Deadmans Days」 （2013年5月21日 - 26日、シアターグリーン） - ヒロイン：高松役
- PIRATES OF THE DESERT 2 〜アカツキ国の牢獄〜（2014年10月1日 - 5日、シアターグリーン） - 10月3日日替わりゲスト
- 俺たち賞金稼ぎ団 （2015年12月4日 - 9日、シアター1010） - 麦倉寧音 役
- さらば俺たち賞金稼ぎ団 （2017年2月16日 - 22日、シアター1010） - 麦倉寧音 役
- PIRATES OF THE DESERT 3 〜偽りの羅針盤と真実の操舵輪〜（2017年4月12日 - 16日、シアターグリーン）
- 劇団PIS★TOL 第5回本公演「縁側で呼んでいる。」（2019年3月27日 - 31日、アトリエファンファーレ高円寺）- 遥(A) 役
- 劇団PIS★TOL 第6回本公演「ババンバ バンバンバン」（2019年12月18日 - 22日、中野 劇場MOMO）-清水実（みのり）役
- Ann & Mary 第4回公演／舞台「Ambitious Girls〜アンビシャスガールズ〜」（2020年4月8日 - 12日･･･上演無期限延期、シアターグリーンBOX in BOX THEATER）-鬼塚莉子 役
- 劇団PIS★TOL 第7回本公演「ヨーイ、ドン」（2022年4月13日 - 17日、中野 ザ・ポケット）-川島由梨 役
- 劇団PIS★TOL 第8回本公演「また明日ね」（2023年2月15日 - 19日、中野 ザ・ポケット）- 椎名やえ 役
- 劇団PIS★TOL 第9回公演「肩を上げろ!」（2024年3月20日 - 24日、赤坂RED/THEATER）- 渡辺広美 役[17]

ファッションショー　
- ロシニョール100周年記念イベントファッションショー（2007年2月15日 - 16日、エプソン 品川アクアスタジアム内ステラボール）

### イベント
- マンガワールド 其の11  倉田よしみ 2013年12月1日 阿佐ヶ谷ロフト - MC
- マンガワールド 其の28  九産大出身マンガ家OB会 2015年5月6日 新宿ロフトプラスワン - MC
- マンガワールド 其の34  変身忍者嵐 2015年11月7日 新宿ロフトプラスワン - MC
- マンガワールド 其の35【銀牙-流れ星銀-】高橋よしひろ 2016年1月11日 新宿ロフトプラスワン - MC
- マンガワールド 其の36【ハレ婚。】　NON 2016年2月11日 ネイキッドロフト - MC
- マンガワールド 其の41【ラストイニング】 中原裕 2016年8月28日 東京カルチャーカルチャー - MC
- CP＋2018 開催期間2018年3月1日〜4日の3月4日に写真家 山岸伸氏とイベントブースに出演 パシフィコ横浜
- 2017年より、小松美咲と共同によるファンイベント「はたこま」を不定期開催
- 2018年4月より、単独ファンイベント「はたほりっく」を約1ヶ月毎に定期開催
- 2019年10月より、川又咲と共同による演劇バラエティ「ちょっとバミってもらえますか」及び「ちょいバMTG」を主宰し、不定期開催
- 2020年5月より「はたほりっく」、6月より「ちょっとバミってもらえますか」のリモートイベントを不定期開催中。
- 2021年6月27日「ちょいバミ」オンラインにて再始動し、毎月一回公演を行っている。2021年10月現在のメンバーは本人の他、澤野泰誠、山本愛莉、木原真之介の4名。
- 2022年7月3日「フレッシュスペシャル大撮影会 in 加須はなさき水上公園（第一部～第三部）」にモデルとして出演。
- 2023年4月1日「夜蜜-ヨルのミツダン- リアルイベント」に出演（池袋ムーブメントスタジオ）。
- 2023年12月16日「fibona Open Lab 2023　Day2 トークセッション『サウナ・温泉が導くウェルネス文化』」サウナ・銭湯のプロフェッショナルとして、肌・身体・こころの整いを考えるトークセッションに出演（資生堂グローバルイノベーションセンター(S/PARK)）。[18]

### 雑誌連載
- GyaO Magazine 『ぎゃおまが探険隊』（USEN、2008年 01月号 第7回 - ）

### 写真展
- 秦瑞穂×福島裕二写真展－素－ - 2021年9月10～20日、Atelier Y -青山- にて開催

### その他コンテンツ
- デジカメWatch『山岸伸の写真のキモチ』(2020年10月9日、Impress）[19]
- フリーペーパー『＃ニイハマ vol.4』-秦瑞穂がめぐる新居浜をたっぷり感じる　にいはまトリップ- （2022年1月）

## 作品

### DVD
- 檸檬-レモン-（2006年7月20日、ラインコミュニケーションズ）
- colour field-カラーフィールド-（2007年6月20日、ラインコミュニケーションズ）
- 昨日・今日・明日 Past,Present and Future（2007年9月28日、オルスタックピクチャーズ/彩文館出版)
- Twin Tales-ツイン テイルズ-（2007年12月15日、ラインコミュニケーションズ）
- 5時から7時までのみずほ（2008年3月21日、フォーサイド・ドット・コム）
- アイドル・ワンSpecial DVD-BOX（2008年5月20日、ラインコミュニケーションズ／檸檬-レモン- ＋ colour field-カラーフィールド- ＋特典）
- Sketch Show（2008年10月22日、角川エンタテインメント）
- 空想kiss（2009年1月23日、イーネット・フロンティア）
- PAPER DOLL 〜ペイパー・ドール〜（2009年5月30日、晋遊舎）
- 二十歳の恋〜ハタチノコイ〜（2009年11月20日、グラッソ）
- マジカル・コネクション（2010年4月23日、竹書房）～ここまで「秦みずほ」表記
- ReBORN（2012年8月31日、竹書房）～ここより「秦瑞穂」表記
- 美醜（2013年11月27日、イーネット・フロンティア）
- Greenレーベル Toi_et_moi トワ・エ・モア 〜君とボク〜（2014年4月25日、竹書房）
- 恋はみずいろ（2014年6月27日、スパイスビジュアル）
- Greenレーベル　ツバサ（2015年2月20日、竹書房）
- だから、愛してる（2015年6月24日、イーネット・フロンティア）
- Roman（2017年10月20日、竹書房）
- Memoire（2018年1月20日、マイロール）
- 29の約束（2019年10月20日、ラインコミュニケーションズ）
- Greenレーベル Deep breath（2020年9月25日、竹書房 ）
- Leisurely（2021年2月20日、マイロール）[20][21][22]
- Glossy（2021年6月25日、エスデジタル）
- Lofty dream（2022年3月20日、ラインコミュニケーションズ）
- Kaleido Love（2023年7月20日、ラインコミュニケーションズ）
- recollection（2024年6月21日、竹書房）

### オムニバスDVD
- 制Girls学園 Vol.1（アルバトロス、2007年4月6日発売）オムニバス作品

### CD
- 卒業（FOR-SIDE RECORDS、2008年2月20日発売）

## 出版
- BiDaN（インデックス・コミュニケーションズ） - 2006年
- B.L.T.（東京ニュース通信社）
- 週刊プレイボーイ（集英社）
  - 2013年 12/23号 グラビア4ページ 撮影/井ノ元浩二
  - 2015年 6/8号 グラビア6ページ 撮影/井ノ元浩二
  - グラビアスペシャル増刊 GW 2018 平成元年生まれグラドル座談会 - グラドル3名中の1人として参加。
- ip!（晋遊舎）
- ベリーズ（晋遊舎）
- メルちょGetta!（キューブリック）
- 週刊アスキー（アスキー）
- スコラ（辰巳出版）
- GET ON!（学習研究社）
- デビュー（オリコンエンタテインメント）
- ヤングサンデー（小学館）
- memew（近代映画社）
- 週刊少年チャンピオン（秋田書店）
- BOMB（学習研究社）
- TA&I（KO'Sパブリッシング）
- ヤングガンガン（スクウェア・エニックス）
- ハイパープレイステーション2（ソニー・マガジンズ）
- 漫画パチンコ777 （竹書房）連載漫画『イチオシ！のんたく（作：のんたく丸考）』に本人役で登場 ※2017年12月発売の2018年1月号をもって休刊
- URECCO (ウレッコ) Vol.1 (ミリオンムック) (ミリオン出版) 2018年1月 - DVD「Memoire-メモアール-」のパブリシティ
- 金のEX NEXT(ミリオンムック 55) (ミリオン出版) 2018年3月 - DVD「Memoire-メモアール-」のパブリシティ
- 週刊大衆 (双葉社) 2018年5月21日号 - 秦瑞穂の「温泉ロマン」のタイトルでグラビア3ページ
- ドライブ情報誌 Weins vol.198 2018年7・8月号 表紙モデル
- 週刊女性 (主婦と生活社) 9月25日号 秋に行きたい温泉宿27選 - 温泉レポーターの1人としてオススメの温泉宿紹介2ページ、温泉ソムリエの技が掲載
- 金のEX NEXT vol.16(ミリオンムック) (大洋図書) 2020年9月 - 表紙+巻頭グラビア8ページ
- 金のEX NEXT vol.18(ミリオンムック) (大洋図書) 2021年1月 - グラビア2ページ
- Cameraholics Vol.5 (ホビージャパンMOOK 1086) 2021年6月 - 撮り下ろし6ページ（見開き3ページ）

### 写真集
- MIZUHO（2007年8月24日、彩文館出版、撮影：小池伸一郎）ISBN 978-4775602386
- COSPLAY made in Japan（2012年、出版共同流通株式会社、撮影：須崎祐次）ISBN 978-4905156086 ※モデルとして参加。
- ヒトリジメ （2012年、撮影：山岸伸）※私家版 限定50部 [23]。
- 秦瑞穂「Deep memories」週刊ポスト デジタル写真集（2020年10月5日、株式会社 小学館、撮影：山岸伸）
- 思想のテーブル (Welcome to the world in my head.)　（2021年6月1日、撮影：須崎裕次）ISBN 978-4905239987
- 秦瑞穂×福島裕二写真展 -素-　豪華版写真集（2021年9月10日、撮影：福島裕二）※限定10部
- 秦瑞穂 MIZUHO MODE Glossy 240pages or more (エスデジタル) （電子書籍：2021年9月21日）
- 秦瑞穂 MIZUHO MODE Glossy Extra版 270pages or more (エスデジタル) （電子書籍：2021年9月21日）
- 山岸伸デジタル写真館　秦瑞穂（ジーオーティー）（電子書籍：2022年1月7日）
- 秦瑞穂「LoftyDream」（ラインコミュニケーションズ）（電子書籍：2022年7月4日、撮影：原田武尚）
- 秦瑞穂「Kaleido Love」究極版122P（ラインコミュニケーションズ）（電子書籍：2023年12月15日、撮影：早川達也）

### ムック
- H1O ヘイセイ1ネンノオンナノコ(DVD付) (アスキームック 週アスMOOK) （2007年7月28日、アスキー） ISBN 978-4756149633 ※九十九里浜ロケ組に参加。
- 月刊100アニバーサリー (SHINCHO MOOK 100) （2008年3月、新潮社、撮影：藤代冥砂） ISBN 978-4107901842 ※モデルの1人として参加。
- 山岸伸の 「ポートレート写真を志す人へ」 (2015年4月10日、朝日新聞出版社、山岸伸)  ISBN 978-4022724724 ※モデルの1人として参加。

### カレンダー
- 秦みずほ2008年カレンダー（文化工房、2007年11月発売）
- 秦瑞穂2014年カレンダー（TRY-X Corporation、2013年10月9日）
- 秦瑞穂2016年カレンダー（TRY-X Corporation、2015年12月発売）
- 2019年卓上カレンダー（秦瑞穂オフィシャルグッズサイト）
- 2021年卓上カレンダー（秦瑞穂オフィシャルグッズサイト）
- 2022年卓上カレンダー（秦瑞穂オフィシャルグッズサイト）
- 2023年卓上カレンダー（秦瑞穂オフィシャルグッズサイト）
- 2024年卓上カレンダー（秦瑞穂オフィシャルグッズサイト）

### プロマイド
- マルベル堂

## その他
- 『秦みずほのラジカントロプス2.0』（2007年8月17日）番組内ではウィキペディアの当記述が紹介され、不足部分、誤表記が語られた。3サイズ、靴のサイズについては修正済。